# Nakatsu (Oita)
Nakatsu (中津市, Nakatsu-shi) is een Japanse stad in de prefectuur Oita. In 2014 telde de stad 84.092 inwoners.

## Geschiedenis
Op 20 april 1929 werd Nakatsu benoemd tot stad (shi). Dit gebeurde na het samenvoegen van de steden Oe en Toyoda. In 2005 werden de gemeenten Hon'yabakei (本耶馬渓町), Yabakei (耶馬溪町), Yamakuni (山国町) en het dorp Sanko (三光村) toegevoegd aan de stad.

## Geboren
- Yasuo Ikenaka (1914-1992), marathonloper

Steden:
Beppu · Bungo-Ōno · Bungotakada · Hita · Kitsuki · Kunisaki · Nakatsu · Ōita (hoofdstad) · Saiki · Taketa · Tsukumi · Usa · Usuki · Yufu

Districten:
Hayami · Higashikunisaki · Kusu
Gemeenten per district